# Häckkaragan
Häckkaragan, Caragana arborescens, vilken också kallas sibirisk ärtbuske är en växtart i familjen ärtväxter. Arten infördes på 1740-talet till Sverige från Sibirien av Linnes vän Sten Carl Bielke och lärjungen Pehr Kalm. Ett bestånd av växten finns än idag på Bielkes gård Funbo Lövsta i Funbo socken i Uppland, som idag utgör Lövsta forskningscentrum vid Sveriges lantbruksuniversitet.